# پیامدهای انسان بر چرخه نیتروژن

شکل ۱: چرخه نیتروژن در سیستم خاک-گیاه. یک مسیر بالقوه: نیتروژن توسط میکروب‌ها به ترکیبات آلی تثبیت می‌شود که معدنی می‌شوند (یعنی آمونیفیکاسیون) و سپس به اشکال معدنی اکسید می‌شوند (یعنی نیتریفیکاسیون) که توسط گیاهان جذب می‌شوند (_{NO3−} ^{)}. _{NO3−} همچنین ممکن است توسط باکتری‌ها دی‌نیتریفیکاسیون شود ^{و} _{N2}، _{NOx} و _{N2O} تولید کند.

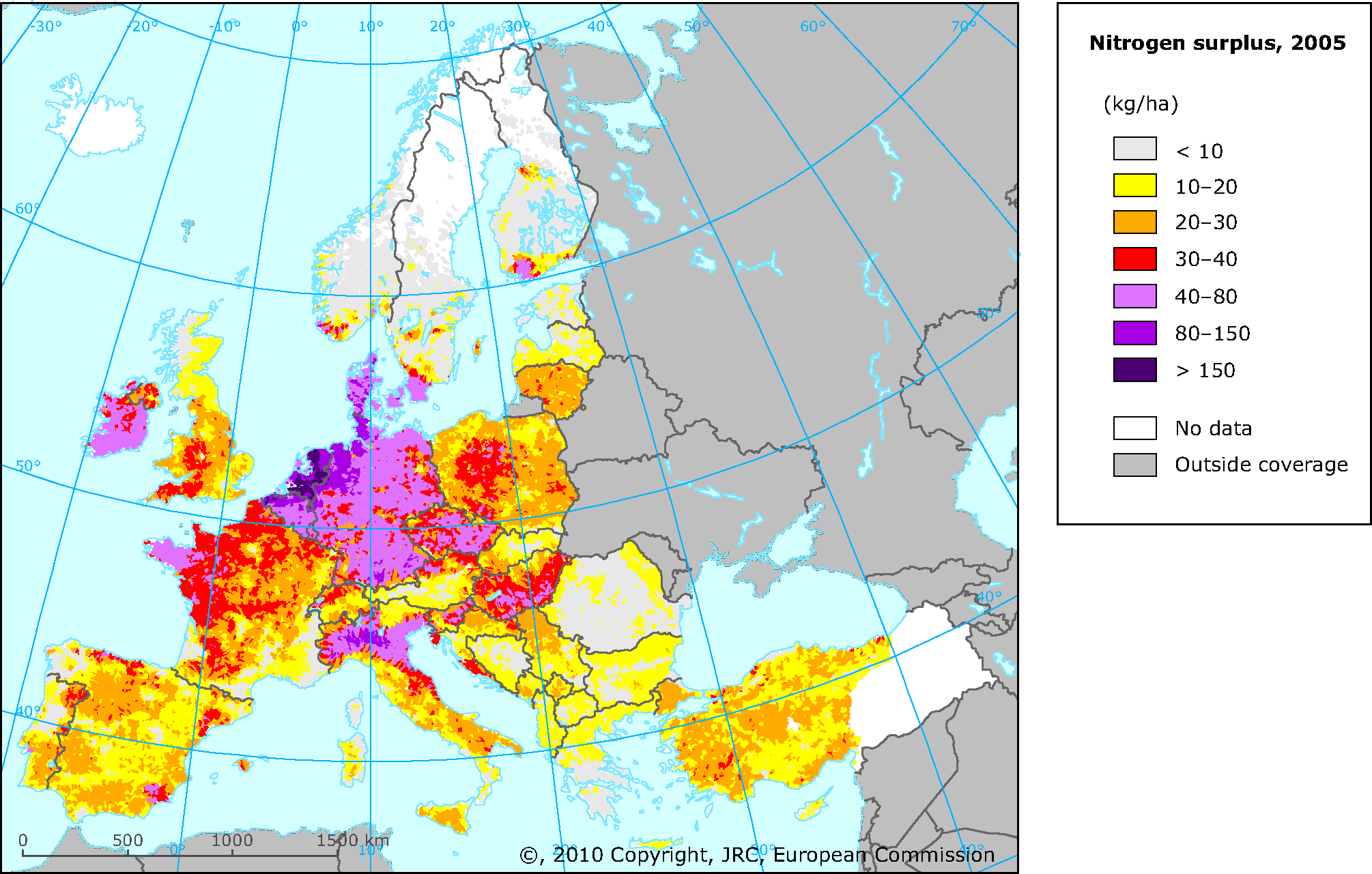
مازاد نیتروژن تخمینی (تفاوت بین کاربرد کودهای معدنی و آلی، رسوب جوی، تثبیت و جذب توسط محصولات) برای سال ۲۰۰۵ در سراسر اروپا.

تأثیر انسان بر چرخه نیتروژن بسیار متنوع است. در حال حاضر، میزان ورود نیتروژن حاصل از فعالیت‌های کشاورزی و صنعتی به محیط زیست، از میزان ورودی ناشی از تثبیت نیتروژن پیشی گرفته است. در نتیجه این ورودی‌های انسانی (انسان‌ساخت)، چرخه نیتروژن (مطابق با شکل ۱) در طی یک قرن گذشته به‌طور چشمگیری دستخوش تغییر شده است.
یکی از شواهد آشکار این تغییرات، افزایش غلظت مولی اکسید نیتروس (N₂O) در جوّ زمین است. این غلظت از مقدار پیشاصنعتی تقریباً ۲۷۰ نانومول بر مول، به حدود ۳۱۹ نانومول بر مول در سال ۲۰۰۵ رسیده است. فعالیت‌های انسانی بیش از یک‌سوم از کل انتشار گاز N₂O را شامل می‌شوند که بخش عمده آن از طریق بخش کشاورزی به‌ویژه استفاده از کودهای نیتروژنه صورت می‌گیرد.
هدف این مقاله ارائه مروری کوتاه بر تاریخچه ورود نیتروژن‌های انسان‌ساخت به محیط زیست و بررسی پیامدهای گزارش‌شده این ورودی‌ها بر برخی از بوم‌سازگان‌های (اکوسیستم) زمینی و آبی منتخب است. متنوع است.

## تاریخچه ورودی‌های نیتروژن انسانی
تقریباً ۷۸ درصد از جوّ زمین را گاز نیتروژن (N₂) تشکیل می‌دهد؛ گازی که ترکیبی بی‌اثر محسوب می‌شود و برای اغلب موجودات زنده از نظر زیستی غیرقابل‌استفاده است. برای آنکه نیتروژن بتواند در بیشتر فرایندهای زیستی مورد بهره‌برداری قرار گیرد، باید ابتدا به شکل‌های واکنش‌پذیر نیتروژن تبدیل شود. این اشکال واکنش‌پذیر شامل موارد زیر هستند:
ترکیبات معدنی کاهش‌یافته مانند آمونیاک (NH₃) و یون آمونیوم (NH₄⁺)، ترکیبات معدنی اکسیدشده مانند مونوکسید نیتروژن (NO)، دی‌اکسید نیتروژن (NO₂)، اسید نیتریک (HNO₃)، اکسید نیتروس (N₂O) و نیترات (NO₃⁻)، و ترکیبات آلی نیتروژن‌دار مانند اوره، آمین و پروتئین‌ها.
گاز نیتروژن مولکولی (N₂) دارای پیوند سه‌گانه بسیار قوی‌ای است، به‌طوری‌که شکستن این پیوند و تبدیل آن به فرم واکنش‌پذیر نیازمند انرژی قابل‌توجهی به میزان حدود ۲۲۶ کیلوکالری بر مول است. پیش از توسعه فناوری‌های صنعتی، تنها منابع انرژی لازم برای این تبدیل، پرتوهای خورشیدی و تخلیه‌های الکتریکی (مانند رعد و برق) بودند.
در طبیعت، برخی باکتری‌ها و سیانوباکتر (جلبک‌های سبز-آبی)، با صرف مقدار زیادی انرژی متابولیکی و با استفاده از آنزیمی به‌نام نیتروژناز، قادرند گاز N₂ موجود در جو را به آمونیاک (NH₃) تبدیل کنند؛ این فرایند تحت عنوان تثبیت زیستی نیتروژن شناخته می‌شود.
معادل انسان‌ساخت این فرایند زیستی، فرایند هابر است. در این فرایند، گاز هیدروژن (H₂) با نیتروژن اتمسفری در دما و فشار بالا واکنش داده و آمونیاک (NH₃) تولید می‌شود. این فناوری انقلابی موجب افزایش شدید دسترسی به نیتروژن قابل‌استفاده برای کشاورزی شد و نقشی بنیادین در رشد جمعیت بشر ایفا کرد.
در نهایت، گاز N₂ می‌تواند توسط انرژی حاصل از رعد و برق به مونوکسید نیتروژن (NO) تبدیل شود، اما در بوم‌سازگان‌های معتدل امروزی، این منبع بسیار ناچیز است. با این حال، یکی دیگر از مسیرهای مهم تبدیل N₂ به ترکیبات واکنش‌پذیر، احتراق سوخت فسیلی است که امروزه در مقیاس گسترده‌ای رخ می‌دهد و منبع اصلی بسیاری از آلاینده‌های نیتروژنی محسوب می‌شود.
تا پیش از سال ۱۸۵۰، تنها منابع نیتروژن مورد استفاده در تولیدات کشاورزی عبارت بودند از:
تثبیت زیستی طبیعی نیتروژن، تثبیت زیستی نیتروژن ناشی از کشت زراعی (برای مثال، کاشت گیاهان لگومینوز یا حبوبات مانند نخود و لوبیا که در گره‌های ریشه‌ای خود میزبان باکتری‌های تثبیت‌کننده نیتروژن هستند)، و مواد آلی دفن‌شده در خاک (مانند کود دامی و بقایای گیاهی).
در نزدیکی آغاز قرن بیستم، انسان‌ها شروع به برداشت و صادرات نیتروژن واکنش‌پذیر از منابع طبیعی خاصی کردند؛ از جمله ذخایر طبیعی گوانو (فضولات پرندگان دریایی) و نیترات سدیم که در جزایر خشک اقیانوس آرام و بیابان‌های آمریکای جنوبی یافت می‌شدند.این منابع در آن زمان نقشی اساسی در تأمین کود نیتروژنه ایفا می‌کردند.
در اواخر دهه ۱۹۲۰، فرآیندهای اولیه صنعتی برای تولید آمونیاک به‌رغم کارایی پایین، به‌طور گسترده‌ای مورد استفاده قرار گرفتند. اما نقطه عطف در تاریخ تولید نیتروژن واکنش‌پذیر، به تلاش‌های دو دانشمند آلمانی، فریتس هابر و کارل بوش بازمی‌گردد؛ آنان با توسعه فرایند هابر-بوش، تولید آمونیاک را از نظر فنی و صنعتی متحول ساختند. پس از دهه ۱۹۵۰، این فرایند به بزرگ‌ترین منبع کود نیتروژنه در جهان بدل شد و عملاً جایگزین تثبیت زیستی نیتروژن به‌عنوان منبع غالب تولید NH₃ گردید.
بین سال‌های ۱۸۹۰ تا ۱۹۹۰، مقدار نیتروژن واکنش‌پذیر ایجادشده توسط انسان (Nr) تقریباً ۹ برابر افزایش یافت. در همین بازه زمانی، جمعیت انسانی بیش از سه برابر شد که یکی از دلایل اصلی آن، افزایش چشمگیر تولید مواد غذایی ناشی از کودهای نیتروژنه و پیشرفت‌های کشاورزی بود.